# Lando Vannata
Landon Anthony Vannata (Neptune City, Nueva Jersey, 14 de marzo de 1992) es un artista marcial mixto profesional estadounidense que actualmente compite en la división de peso pluma de la promotora Ultimate Fighting Championship. Luchador profesional desde 2012, compitió anteriormente para la  promotora RFA y Pancrase.

## Inicios
Vannata nació en Neptune, Nueva Jersey y a la edad de 13 años, comenzó a luchar y a practicar  jiu-jitsu brasileño. Más tarde, Vannata luchó en la Universidad de Tennessee de la NCAA División I en Chattanooga, pero se retiró después de un semestre. Después de abandonar los estudios, se fue a Albuquerque, Nuevo México, para unirse a JacksonWink Academy

## Carrera de artes marciales mixtas

### Debut
Vannata hizo su debut profesional en MMA en mayo de 2012. Mantuvo su récord de invicto de 8-0 durante varias promociones a lo largo de los cuatro años anteriores a su firma por UFC.

### Ultimate Fighting Championship
Después de una lesión de Michael Chiesa, se llamó a Vannata con dos semanas de anticipación para pelear contra Tony Ferguson, el peso ligero número 3, el 16 de julio de 2016, en UFC Fight Night 91. Tras una emocionante pelea de ida y vuelta, y casi rematando a Ferguson con strikes en el primer asalto, perdió por sumisión en el segundo asalto. Ambos participantes recibieron un bono de Fight of the Night.
Lando se enfrentó a John Makdessi el 10 de diciembre de 2016 en UFC 206 Ganó la pelea por nocaut en el primer asalto con una patada de talón giratoria  y por su desempeño se le  otorgó una bonificación por Actuación de la noche.
El 4 de marzo de 2017 Vannata se enfrentó a David Teymur en UFC 209. Perdió la pelea por decisión unánime. Ambos luchadores recibieron el bono de Pelea de la noche.
Se esperaba que se enfrentara a Abel Trujillo el 7 de octubre de 2017 en UFC 216. Sin embargo, Trujillo fue eliminado de la cartelera el 14 de agosto por razones no reveladas y reemplazado por Bobby Green. Vannata golpeó a Green con una rodilla mientras Green era un oponente castigado, lo que provocó que el árbitro Herb Dean le restara un punto a Vannata. Los jueces dictaron un empate dividido después de tres rondas con puntaje de 29-27-27-29 y 28-28. Esta pelea le valió el premio Pelea de la Noche .
Pelea contra Gilbert Burns el 14 de abril de 2018 en UFC on Fox 29. Sin embargo, la pareja nunca se materializó ya que Vannata no pudo aceptar la pelea para esta fecha/evento ya que todavía se estaba rehabilitando de una lesión reciente en el brazo.
El 7 de julio de 2018 pelea contra Drakkar Klose en UFC 226. Perdió la pelea por decisión unánime. Después de la pelea con Klose, Vannata abandonó la Jackson Wink MMA Academy inmediatamente después de la partida de Donald Cerrone. Debido a la salida de Cerrone, Vannata comenzó a entrenar tanto en el BMF Ranch de Cerrone como en el Jackson's MMA Association Gym.
El 3 de noviembre de 2018 se enfrentó a Matt Frevola en UFC 230. La pelea terminó en un empate mayoritario. Poco después de la pelea, Vannata anunció que se había convertido en agente libre. A principios de 2019, Vannata anunció que había firmado un nuevo contrato de cuatro peleas con UFC.
Vannata se enfrentó al recién llegado a la promoción Marcos Rosa Mariano el 10 de febrero de 2019 en UFC 234. Ganó la pelea por sumisión en la primera ronda.
Combate contra Marc Diakiese el 28 de septiembre de 2019 en UFC Fight Night 160. Perdió la pelea por decisión unánime.
Combate contraYancy Medeiros el 15 de febrero de 2020 en UFC Fight Night 167. Ganó la pelea por decisión unánime.
El 1 de agosto de 2020 tuvo lugar la revancha contra Bobby Green en UFC Fight Night: Brunson vs. Shahbazyan. Perdió la pelea por decisión unánime. Esta pelea le valió el premio Fight of the Night.
Vannata bajó al peso pluma y se enfrentó a Mike Grundy en UFC 262 el 15 de mayo de 2021. Ganó su debut en las 145 libras por decisión dividida.
El 13 de noviembre de 2021 estaba programado que Vannata se enfrentase a Tucker Lutz en UFC Fight Night 197. Sin embargo, el combate se canceló a finales de octubre cuando se retiró a Lutz en favor de otro combate.
El 23 de abril de 2022 se enfrenta a Charles Jourdain en UFC Fight Night 205 . Perdió el combate por sumisión en el primer asalto.
Vannata estaba programado para enfrentar a Andre Fili el 17 de septiembre de 2022 en UFC Fight Night 210. Sin embargo, Vannata se vio obligado a retirarse del evento debido a una lesión.
Vannata se enfrentó a Daniel Zellhuber el 15 de abril de 2023 en UFC on ESPN 44. Perdió la pelea por decisión unánime.
Vannata estaba programado para enfrentar a Mike Breeden el 12 de agosto de 2023 en UFC on ESPN 51. Sin embargo, Vannata se retiró a principios de agosto y fue reemplazado por Terrance McKinney.
Está previsto que Vannata se enfrente a James Llontop el 27 de abril de 2024 en UFC on ESPN 55. Sin embargo, Vannata se retiró por razones desconocidas y fue reemplazado por Gabe Green.

## Campeonatos y logros

### Artes marciales mixtas
- Ultimate Fighting Championship
  - Pelea de la Noche (cuatro veces) vs. Tony Ferguson, David Teymur y Bobby Green (dos veces)[34]
  - Actuación de la noche (una vez) vs. John Makdessi
- MMAjunkie.com
  - Pelea del mes de agosto de 2020 vs. Bobby Green[43]
- MMADNA.nl
  - Nocaut del año 2016 vs. Juan Makdessi[44]

## Récord de artes marciales mixtas
| Resultado | Récord | Oponente             | Método                                             | Evento                                          | Fecha                    | Ronda | Tiempo | Localización                     | Notas                                                                    |
| --------- | ------ | -------------------- | -------------------------------------------------- | ----------------------------------------------- | ------------------------ | ----- | ------ | -------------------------------- | ------------------------------------------------------------------------ |
| Derrota   | 12-7-2 | Daniel Zellhuber     | Decisión (unánime)                                 | UFC on ESPN: Holloway vs. Allen                 | 15 de abril de 2023      | 3     | 5:00   | Kansas City, Misuri              |                                                                          |
| Derrota   | 12-6-2 | Charles Jourdain     | Sumisión (estrangulamiento guillotina)             | UFC Fight Night 205                             | 23 de abril de 2022      | 1     | 2:32   | Las Vegas, Nevada                |                                                                          |
| Victoria  | 12-5-2 | Mike Grundy          | Decisión (dividida)                                | UFC 262                                         | 15 de mayo de 2021       | 3     | 5:00   | Houston, Texas                   | Debut en peso pluma                                                      |
| Derrota   | 11-5-2 | Bobby Green          | Decisión (unánime)                                 | UFC Fight Night: Brunson vs. Shahbazyan         | 1 de agosto de 2020      | 3     | 5:00   | Las Vegas, Nevada                | Pelea de la Noche                                                        |
| Victoria  | 11-4-2 | Yancy Medeiros       | Decisión (unánime)                                 | UFC Fight Night: Anderson vs. Błachowicz 2      | 15 de febrero de 2020    | 3     | 5:00   | Río Rancho, Nuevo México         |                                                                          |
| Derrota   | 10-4-2 | Marc Diakiese        | Decisión (unánime)                                 | UFC Fight Night: Hermansson vs. Cannonier       | 28 de septiembre de 2019 | 3     | 5:00   | Copenhague                       |                                                                          |
| Victoria  | 10-3-2 | Marcos Mariano       | Sumisión (kimura)                                  | UFC 234                                         | 9 de febrero de 2019     | 1     | 4:55   | Melbourne, Australia             |                                                                          |
| Empate    | 9-3-2  | Matt Frevola         | Empate (mayoritario)                               | UFC 230                                         | 3 de noviembre de 2018   | 3     | 5:00   | Ciudad de Nueva York, Nueva York |                                                                          |
| Derrota   | 9-3-1  | Drakkar Klose        | Decisión (unánime)                                 | UFC 226                                         | 7 de julio de 2018       | 3     | 5:00   | Paradise, Nevada                 |                                                                          |
| Empate    | 9-2-1  | Bobby Green          | Empate (dividido)                                  | UFC 216                                         | 7 de octubre de 2017     | 3     | 5:00   | Paradise, Nevada                 | Pelea de la Noche A Vannata se le descuenta 1 punto por rodillazo ilegal |
| Derrota   | 9-2    | David Teymur         | Decisión (unánime)                                 | UFC 209                                         | 4 de marzo de 2017       | 3     | 5:00   | Las Vegas, Nevada                | Pelea de la Noche                                                        |
| Victoria  | 9-1    | John Makdessi        | KO (patada giratoria)                              | UFC 206                                         | 10 de diciembre de 2016  | 1     | 1:40   | Toronto, Canadá                  | Actuación de la Noche                                                    |
| Derrota   | 8-1    | Tony Ferguson        | Sumisión (estrangulamiento Brabo)                  | UFC Fight Night : McDonald vs. Lineker          | 13 de julio de 2016      | 2     | 2:22   | Sioux Falls, Dakota del Sur      | Debut en UFC Pelea de la Noche                                           |
| Victoria  | 8-0    | Ramico Blackmon      | TKO (puñetazos)                                    | TSE - Rocky Mountain Rubicon 2                  | 30 de abril de 2016      | 1     | 2:06   | Pueblo,Colorado                  |                                                                          |
| Victoria  | 7-0    | Chad Curry           | TKO (puñetazos)                                    | RFA 32 - Blumer vs. Higo                        | 6 de noviembre de 2015   | 1     | 1:29   | Prior Lake, Minnesota            |                                                                          |
| Victoria  | 6-0    | Santana-Sol Martínez | Sumisión (estrangulamiento por triángulo de brazo) | NP - High Altitude Face Off 7                   | 6 de diciembre de 2014   | 1     | 1:11   | Almosa, Colorado                 |                                                                          |
| Victoria  | 5-0    | Bruce Reis           | Sumisión                                           | JMMAS - Jackson's MMA Series 13                 | 22 de agosto de 2014     | 2     | 1:07   | Pueblo,Colorado                  |                                                                          |
| Victoria  | 4-0    | Mitsuyoshi Nakai     | Sumisión (Rear-naked Choke)                        | Pancrase - 255                                  | 8 de diciembre de 2013   | 1     | 4:13   | Tokyo,Japón                      |                                                                          |
| Victoria  | 3-0    | J.P Reese            | Decisión (dividida)                                | XFC 25 - Boiling Point                          | 6 de septiembre de 2013  | 3     | 5:00   | Alburquerque,Nuevo México        |                                                                          |
| Victoria  | 2-0    | Antonio Ramírez      | Sumisión (Rear-naked Choke)                        | Kamikaze Fight League - Kamikaze Fight League 2 | 29 de mayo de 2013       | 1     | 2:11   | Puerto Vallarta, México          |                                                                          |
| Victoria  | 1-0    | Adrian Apodaca       | TKO (puñetazos)                                    | MWC 2 - Mescalero Warrior Challenge 2           | 12 de mayo de 2012       | 1     | 2:38   | Mescalero. Nuevo México          | Debut en peso ligero                                                     |